# برنت میکل هولمبو
برنت میکل هولمبو (انگلیسی: Bernt Michael Holmboe; ۲۳ مارس ۱۷۹۵ – ۲۸ مارس ۱۸۵۰) دانشمند در زمینه ریاضیات اهل نروژ بود.